# 烏利道人
烏利道人，姓名不详，是五代十国南汉道士。
烏利道人游方到西樵山，喜欢喷玉岩的胜景，于是在当地筑屋居住。辟穀，能用禁咒，在园子里都种上茶树。喜欢烧丹炼汞，岩下有二丹井、赤泉、白泉各一。丹成羽化，家人在其地祭祀他。